# Meridiana a cannone

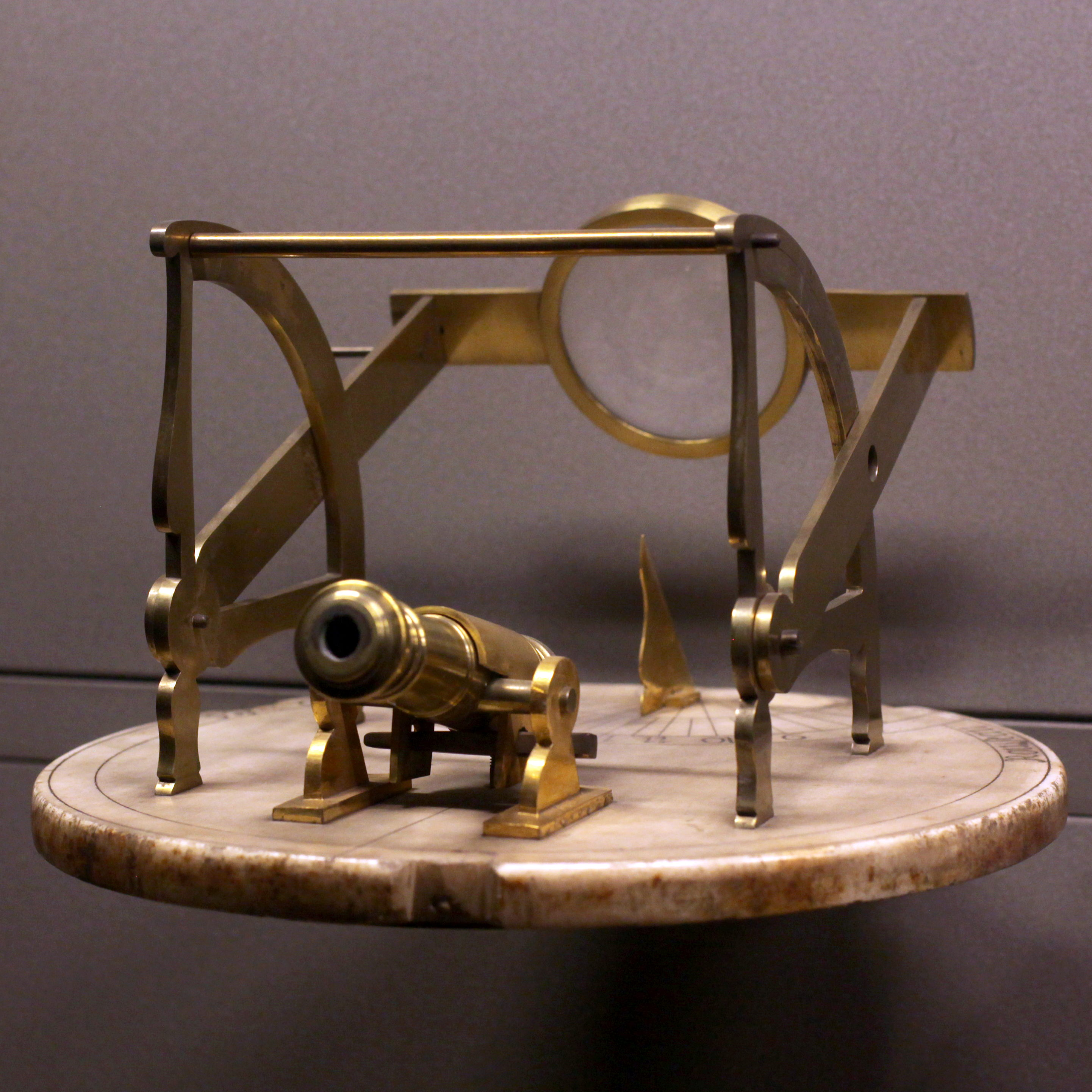
Un piccolo cannone di ottone montato sulla base di una meridiana di marmo, fabbricato dalla Rousseau di Parigi

Una meridiana a cannone, detta anche cannone meridiano o cannone di mezzogiorno, è un congegno che consiste in una meridiana che incorpora un cannone con una miccia che viene accesa da una lente sovrastante, che concentra i raggi del sole e fa sì che il cannone spari a mezzogiorno, quando è correttamente orientato lungo un asse nord-sud. Le dimensioni del cannone variavano da grandi a piccole a seconda della località in cui era usato. La varietà domestica era usata nelle tenute per segnalare l'ora del pasto di mezzogiorno. Quelli di dimensioni maggiori erano usati nei parchi europei per segnalare il mezzogiorno.
I cannoni erano usati dai reali europei nel XVIII secolo. Cannoni di questo tipo sono esposti al National Maritime Museum a Greenwich. La Hamilton Watch Company ha una meridiana a cannone fabbricata dalla Rousseau di Parigi nel 1650 ca. Il cannone Rousseau è montato su una meridiana di marmo ed è fatto di ottone. Anche il Sultano del Marocco ne possiede uno che fu fabbricato dalla Baker & Sons di Londra.

## Storia
Le prime meridiane a cannone furono usate in Europa nel Seicento. Furono usate anche nei parchi europei durante il XVIII e l'inizio del XIX secolo. La combinazione cannone-lente era montata su una meridiana. I cannoni meridiani erano usati anche sulle navi per segnare il mezzogiorno. Versioni giocattolo miniaturizzate dei cannoni vennero vendute nel 1979 come scatole di montaggio dalla Dixie Gun Works.

## Funzionamento

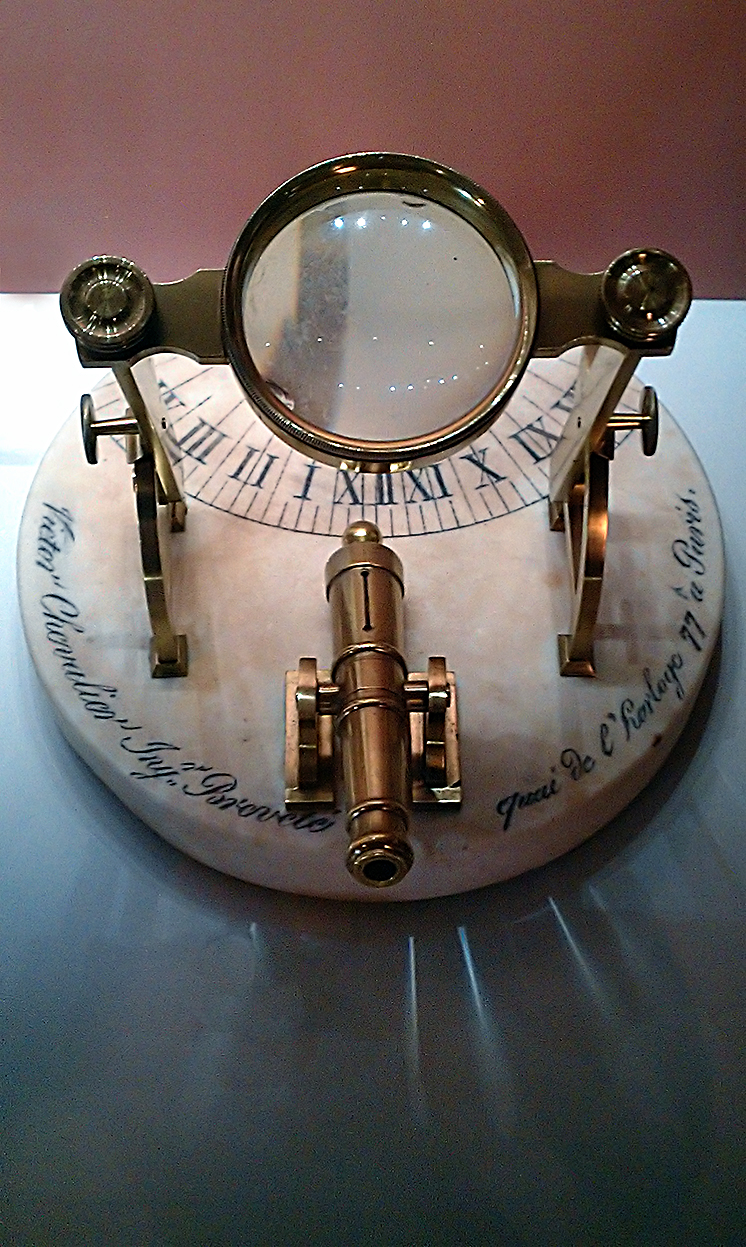
Una meridiana a cannone fabbricata da Victor Chevalier di Parigi nel 1800 ca. Il solco lineare di accensione è nella stessa direzione dell'asse nord-sud della meridiana

Il cannone e il solco lineare di accensione della miccia erano allineati su un asse nord-sud, parallelo a quello della meridiana, mentre la lente concentrava i raggi solari sulla miccia quando il sole era direttamente sopra. Successivamente, la miccia che bruciava accendeva la polvere posta nella canna del cannone. La lente era montata su un telaio regolabile, che consentiva di cambiarne la posizione a seconda della stagione. Durante l'inverno, a dicembre ad esempio, per il piccolo cannone di ottone fabbricato dalla Rousseau di Parigi, la lente doveva essere abbassata di dieci centimetri, rispetto alla sua posizione a giugno in quanto la posizione del sole nel cielo in inverno è più bassa che durante l'estate.
Nelle operazioni navali, il canone doveva essere montato su una base rotante perché il suo orientamento doveva essere. in direzione nord-sud. L'asse direzionale del cannone era determinato usando la bussola della nave; il cannone era frequentemente chiamato il "cannone di mezzogiorno" perché sparava a mezzogiorno. Questa pratica divenne obsoleta quando fu inventato il cronometro per le navi. L'uso della meridiana a cannone fu successivamente limitato alle navi di seconda scelta.

## Benjamin Franklin
Benjamin Franklin scrisse la seguente recensione sui cannoni nell'Almanacco del Povero Richard:

## Popular Mechanics

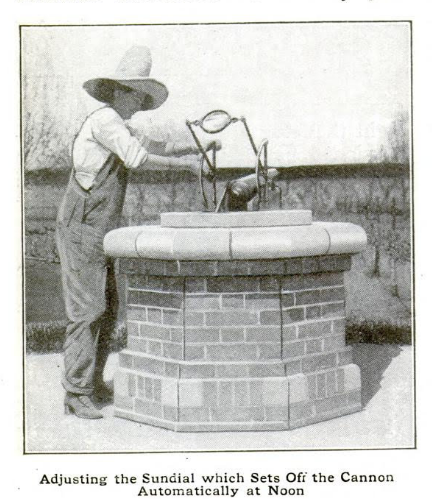
Una contadina mostrata mentre regola la posizione della lente per una meridiana a cannone. Da un articolo intitolato "Women 'Insurgents' in the Farming Business" ("Donne 'Ribelli' nel Settore Agricolo") nel numero di luglio 1911 di Popular Mechanics. La didascalia originale recita: "Regola la Meridiana che Fa Sparare Automaticamente il Cannone a Mezzogiorno"

In una sezione del numero di luglio 1911 di Popular Mechanics intitolato "Women 'Insurgents' in the Farming Business" ("Donne 'Ribelli' nel Settore Agricolo") lo scrittore commenta riguardo alla figura a destra:

## Nella letteratura
Una meridiana a cannone è menzionata nell'Ellery Queen's Mystery Magazine.